# Miss Mahop
Pour l’article homonyme, voir Louis Ngwat Mahop.
Miss Mahop de son vrai nom Christelle Ngo Mahop, née le 21 août 1986 à Yaoundé au Cameroun, est une présentatrice télé, productrice et promotrice événementielle.

## Biographie

### Enfance, éducation et débuts
Miss Mahop nait le 21 août 1986 à Yaoundé. Elle a des ascendances familiales au Cameroun et au Tchad. Elle vit en partie à Paris en France et y a fait ses études supérieures en communication, relations publiques et événementiel. Elle fait ses débuts en 2011 au sein de Ubiznews où elle occupe le poste de responsable communication & projets et exerce également comme présentatrice sur la chaîne de télé. Parallèlement à ses responsabilités au sein de Ubiznews, elle se lance en 2018 dans l'entrepreneuriat.

### Carrière
Elle co-initie en 2015 à Paris la première édition de Women All Over the Universal World (WAOUW), un concept-concours international de valorisation des femmes porteuses d’initiatives  avec le soutien de Amobé Mévégué, fondateur de la chaine Ubiznews. L’année suivante a connu la seconde édition de WAOUW toujours en France. Quant à la troisième édition, elle est organisée au Bénin ou l’initiative est délocalisée pour la première fois sur le continent africain. En 2019, la quatrième édition du WAOUW a eu lieu à N'djamena au Tchad,. En 2020, elle initie le concept Tuto Play, une plateforme qui produit des influenceurs africains de classe mondiale et apparait dans le magazine Amina.